# Auw an der Kyll
Auw an der Kyll là một xã ở huyện Bitburg-Prüm, bang Rheinland-Pfalz, phía tây nước Đức. Xã Auw an der Kyll có diện tích 0,98 km2, dân số thời điểm ngày 30 tháng 6 năm 2006 là 162 người.